# Gelber Dom
Der gelbe Dom ist eine nie ausgegebene Briefmarke der Deutschen Post. Ab dem 1. September 1948 wurde in der amerikanischen und britischen Zone des unter alliierter Besetzung stehenden Deutschlands eine neue Briefmarkenserie eingeführt, die Bautenserie. Ein geplantes Motiv war der Kölner Dom in einer Wertstufe zu fünf Pfennig in der Farbe gelb. Die Marke war als Zuschlag für eine Luftpostbeförderung gedacht.
Die tatsächlich ausgegebene Briefmarke hatte eine blaue Farbe (Michelkatalog Nummer 75: Alliierte Besetzung (Amerikanische und Britische Zone), 1948), die gelben Drucke wurden bis auf wenige Exemplare vernichtet. Bisher sind drei Auktionen von Einzelmarken bekannt.
Der einzige vollständige Briefmarkenbogen wurde erstmals vom 20. bis 22. September 2007 auf der Kölner Messe Philatelia und MünzExpo gezeigt. Das Exemplar stammt aus dem Bonner Archiv für Philatelie der Museumsstiftung Post und Telekommunikation. Der Versicherungswert dieses Bogens beträgt eine Million Euro.